# Tiro ai Giochi della V Olimpiade - Bersaglio mobile individuale
La competizione del bersaglio mobile individuale di tiro a segno ai Giochi della V Olimpiade si tenne dal 29 giugno al 1º luglio 1912 a Råsunda, Solna, Stoccolma. 

## Risultati
Distanza 100 metri. 
| Pos.    | Atleta                   | Nazione     | Punti | Spareggio |
| ------- | ------------------------ | ----------- | ----- | --------- |
| Oro     | Alf Swahn                | Svezia      | 41    | 20        |
| Argento | Åke Lundeberg            | Svezia      | 41    | 17        |
| Bronzo  | Nestori Toivonen         | Finlandia   | 41    | 11        |
| 4       | Karl Larsson             | Svezia      | 39    |           |
| 5       | Oscar Swahn              | Svezia      | 39    |           |
| 6       | Anders Lindskog          | Svezia      | 39    |           |
| 7       | Heinrich Elbogen         | Austria     | 38    |           |
| 8       | Adolph Cederström        | Svezia      | 37    |           |
| 9       | Bill Leushner            | Stati Uniti | 37    |           |
| 10      | Adolf Michel             | Austria     | 36    |           |
| 11      | Johan Ekman              | Svezia      | 34    |           |
| 12      | Erik Sökjer-Petersén     | Svezia      | 34    |           |
| 13      | Erland Koch              | Germania    | 33    |           |
| 14      | Ernst Rosenqvist         | Finlandia   | 32    |           |
| 15      | Gustaf Lyman             | Svezia      | 31    |           |
| 16      | Vasily Skrotsky          | Russia      | 31    |           |
| 17      | Peter Paternolli         | Austria     | 31    |           |
| 18      | Axel Fredrik Londen      | Finlandia   | 31    |           |
| 19      | Nikolaos Levidis         | Grecia      | 31    |           |
| 20      | Harry Blaus              | Russia      | 29    |           |
| 21      | Huvi Tuiskunen           | Finlandia   | 28    |           |
| 22      | Iivo Väänänen            | Finlandia   | 28    |           |
| 23      | Albert Preuß             | Germania    | 28    |           |
| 24      | Horst Goeldel-Bronikoven | Germania    | 27    |           |
| 25      | Emil Lindewald           | Svezia      | 27    |           |
| 26      | Per-Olof Arvidsson       | Svezia      | 26    |           |
| 27      | Karl Reilin              | Finlandia   | 26    |           |
| 28      | Edward Benedicks         | Svezia      | 26    |           |
| 29      | Walter Winans            | Stati Uniti | 24    |           |
| 30      | Iōannīs Theofilakīs      | Grecia      | 24    |           |
| 31      | Dmitry Barkov            | Russia      | 23    |           |
| 32      | Eberhard Steinböck       | Austria     | 23    |           |
| 33      | Aleksandr Dobrzhansky    | Russia      | 22    |           |
| 34      | Pavel Lieth              | Russia      | 10    |           |